# Diósjenő–Romhány-vasútvonal
A Diósjenő–Romhány vasútvonal a MÁV Zrt. 76-os számú, egyvágányú, nem villamosított mellékvonala. A vasútvonalon 2007. március 4-én a Gazdasági és Közlekedési Minisztérium rendelete alapján megszűnt a személyszállítás.

## Története
A vasútvonalat a Duna–Ipolyvölgyi HÉV társaság építtette. A társaság Vácról induló, Drégelypalánkig tartó vonalának szárnyvonalaként épülő vasutat 1909. július 11-én nyitották meg.
A felépítmény 23,6 kg/fm tömegű, „i” jelű sínekből épült.
2007 óta használaton kívül van.

## Felépítmény
A jelenlegi 48-as és „I” rendszerű felépítmény hagyományos, hevederes illesztésű. A jellemzően talpfás alátámasztású vágány vasbetonaljakkal van megerősítve, a sínleerősítés szintén vegyes, geós, illetve nyíltlemezes. Az ágyazat zúzottkő, illetve salak. Az avult felépítmény leromlott állapotú, a pályán az engedélyezett tengelyterhelés jelenleg 14 tonna.

## Képek

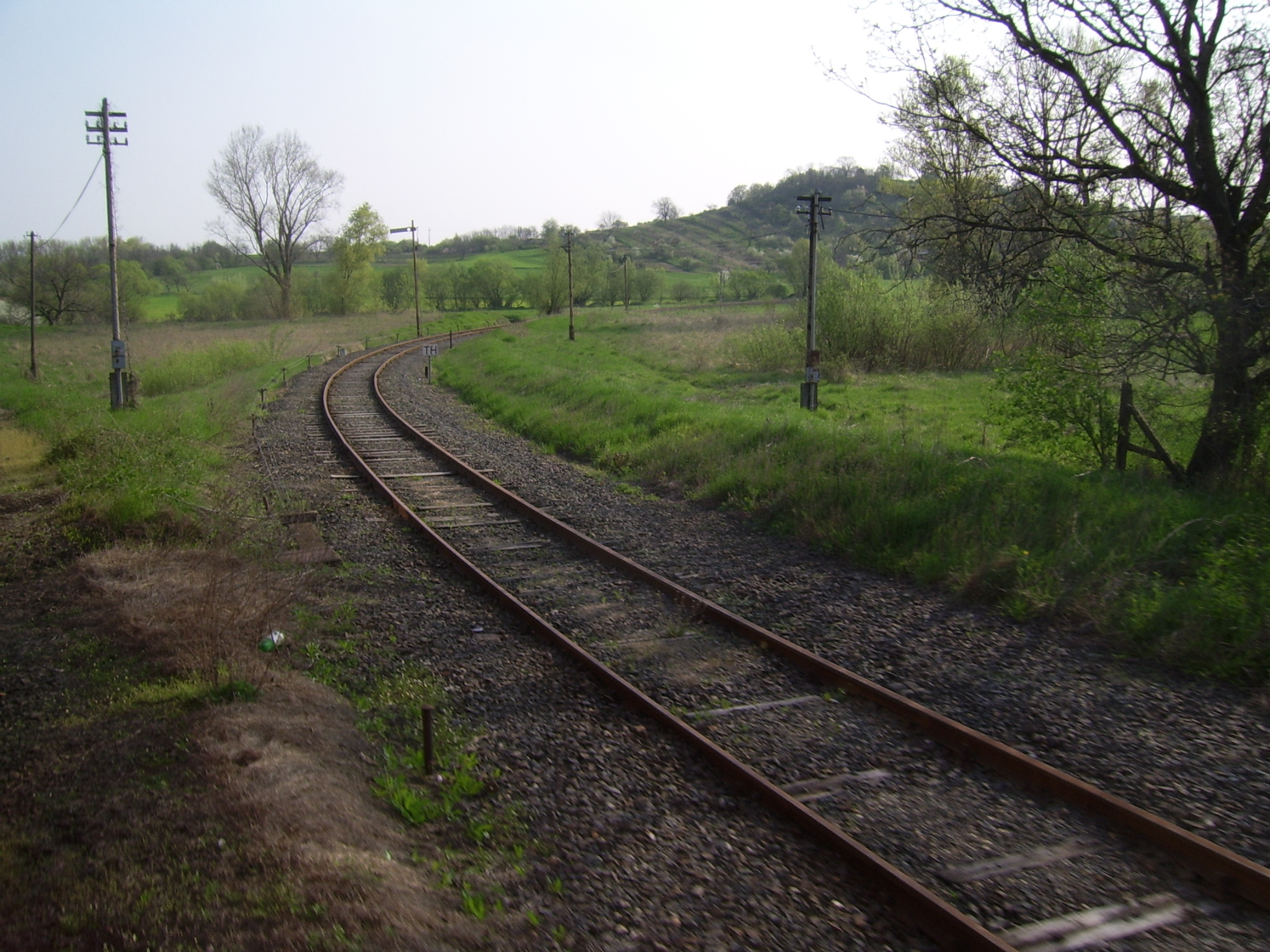
A vasútvonal kiágazása Diósjenőn
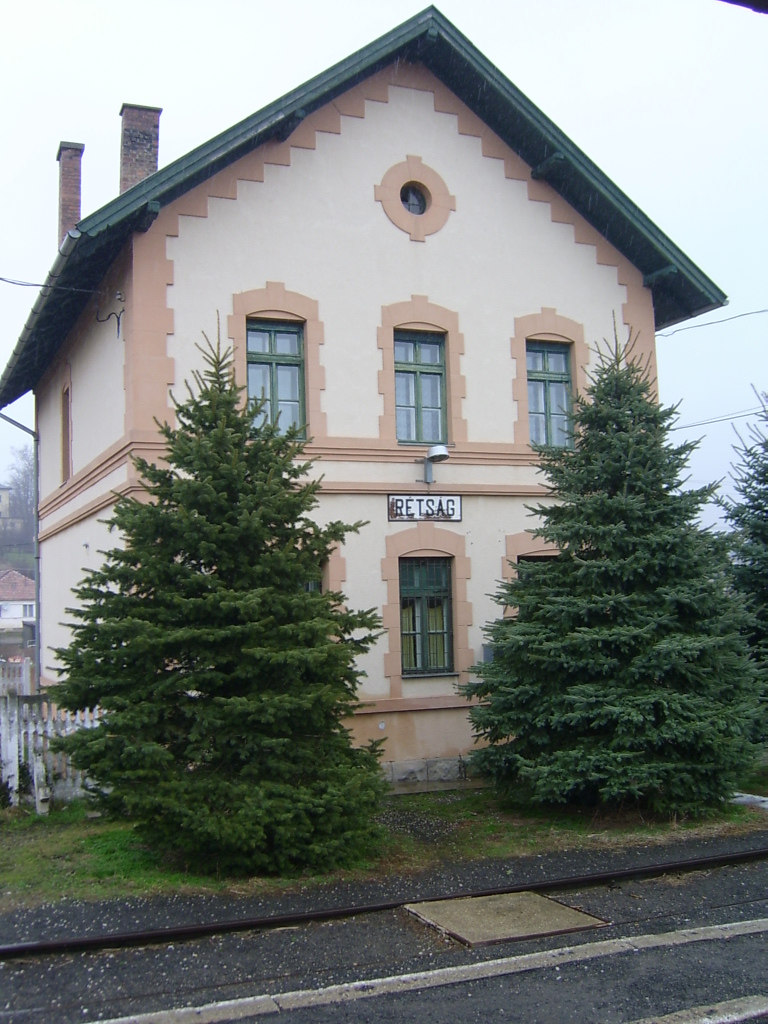
Rétság vasútállomása
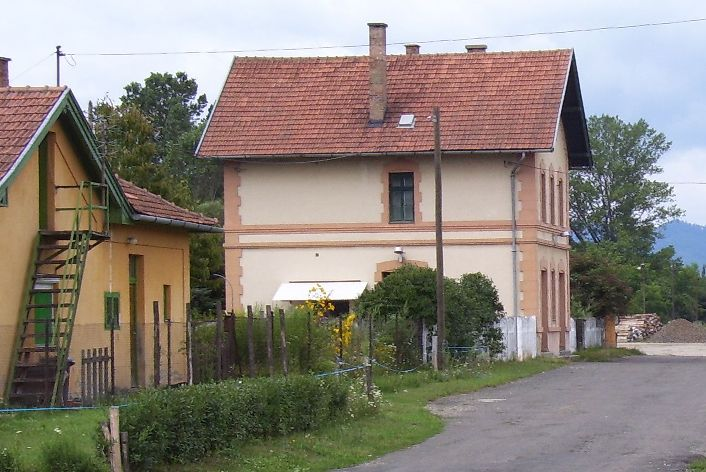
A vasútállomás felvételi épülete Rétságon
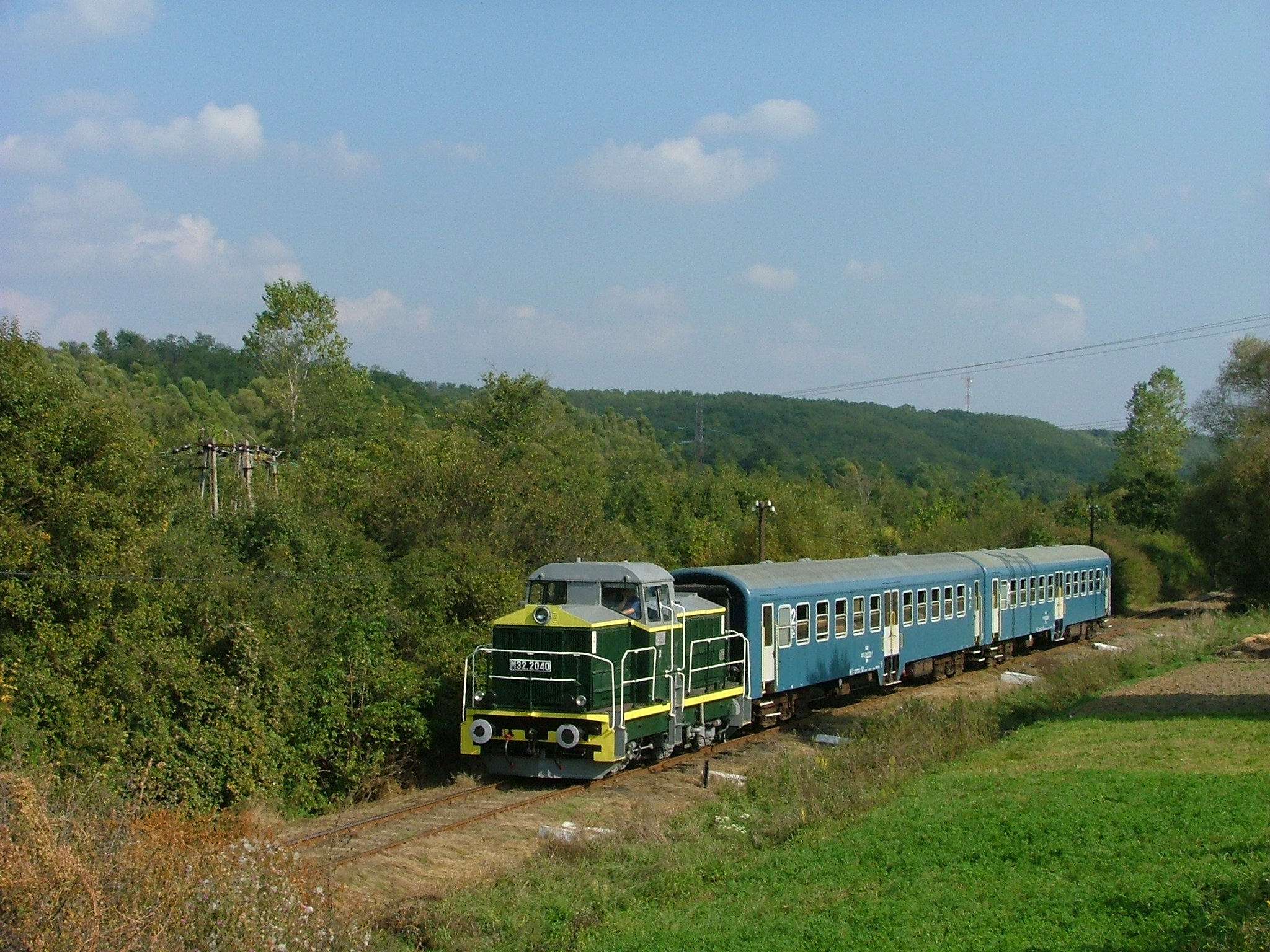
M32-es vontatta különvonat a vonalon
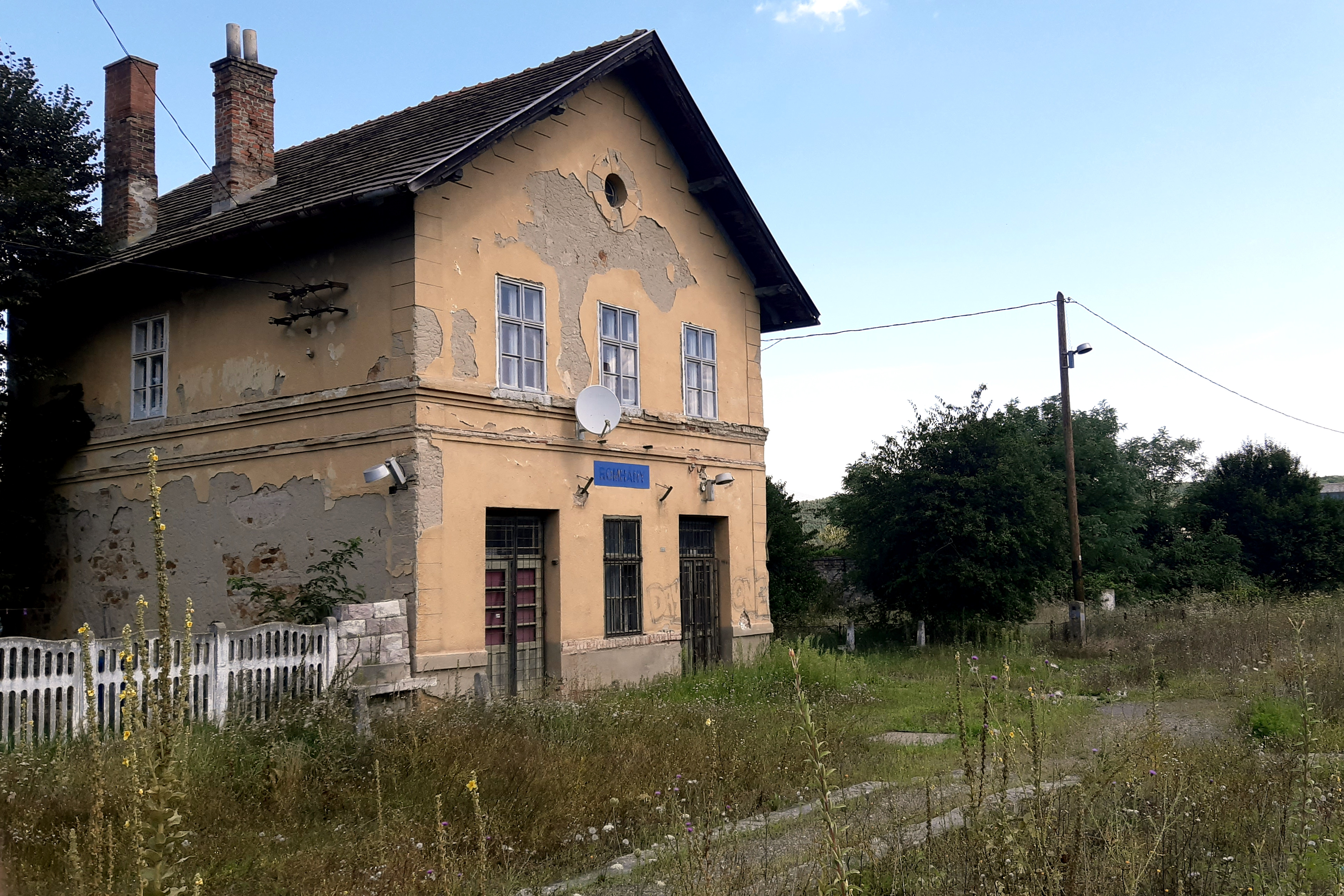
Romhány vasútállomása (2019)

## Érdekességek
2009-ben a vasútvonal Bánk állomásán forgatták a Duna Televízió Állomás című vígjátéksorozatának két epizódját.